# Antonin Fanart
Clément Alphonse Antonin Fanart, né le 17 janvier 1831 à Besançon (Doubs) et mort dans la même ville le 2 septembre 1903, est un peintre français.

## Biographie
Né dans une famille de la petite bourgeoisie bisontine, 
il fait ses etudes à l'École nationale d'Arts-et-Métiers de Châlons-sur-Marne, promotion 1847
Antonin Fanart part pour la Suisse en 1849 pour étudier l'art et la peinture à Genève. Peintre paysagiste, il voyage beaucoup en Suisse, en Savoie et en Franche-Comté, des régions dont il tire les sujets de plusieurs de ses œuvres. Sa première exposition a lieu en 1854 à Genève, avant d'exposer au Salon de Paris en 1857. Peu après, il crée un journal intitulé Le Doubs, s'opposant fermement au Second Empire. Par ce biais il s'implique dans l'émergence des idées socialistes radicales, alors même qu'en échos à Paris sa cité s'inscrit dans un projet de Commune de Besançon. Il devient le sous-préfet de Montbéliard à la chute de l'Empire (1871). Antonin Fanart repart vivre à Besançon, ville où il est conseiller municipal, après son mariage en 1866.
Membre fondateur du quotidien Le Petit Comtois en 1883, il est l'initiateur du premier musée du palais Granvelle ainsi que de l' Union provinciale des arts décoratifs.
Des ennuis de santé, de famille et d'argent ternissent la fin de sa vie, mais Antonin Fanart continuera à peindre jusqu'à la fin de sa vie. Il s'éteindra à Besançon le 2 septembre 1903 d'une maladie de cœur, dans la ville qui le vit naître et à laquelle il a fait don d'une partie de ses œuvres.
Une rue de Besançon porte son nom, dans le quartier de Montrapon-Fontaine-Écu.

## Son œuvre
Trois périodes peuvent être distinguées dans son œuvre.

### 1849-1859
Pendant cette période, Fanart choisit Genève plutôt que Paris pour étudier la peinture auprès du paysagiste François Diday qui lui a transmis son amour de la montagne. Dès 1854, à 23 ans, il expose à Genève des paysages de montagne,. En 1858, a lieu à Besançon, sa ville natale, une exposition de peinture dont il est l'un des organisateurs. Mais dès ce moment, les différences avec l'école helvétique sont remarquées. L'élève se désintéresse des paysages grandioses ou sublimes qui plaisent au romantisme de son maître Diday, pour préférer des sites plus simples, dont il exprime la lumière et la poésie discrète.

### 1859-1880
Antonin Fanart obtient sa notoriété avec l'exposition de son tableau Crépuscule dans la plaine des rocailles en 1860 à Besançon puis en 1861 au Salon de Paris au Palais des Champs Élysées où il obtient une mention honorable. On le retrouve au Salon de 1879.
Il s'inscrit dans la lignée de l'École de Barbizon de 1830, mais, plus que Barbizon, ce sont les paysages accidentés de la Savoie, du Jura, de la Franche-Comté qui lui inspirent ses effets de lumière.

### 1880-1903
Sans renier sa période précédente, il produit certains tableaux en atelier, des grands formats plus élaborés. Sur la fin de sa vie, certaines de ses œuvres font alors écho à l'impressionnisme.

Parmi ses œuvres on peut citer :
- Crépuscule dans la plaine des Rocailles (Savoie), en 1860[12] ;
- Coup de soleil avant l'orage, en 1861 ;
- Moisson en Franche-Comté, en 1864 ;
- Convoi de grumes sur le Doubs, en 1866 ;
- Le château de Sion, en 1879[13] ;
- Chêne sur le plateau ;
- Pâturage au bord d'une rivière, la plupart de ces toiles sont au musée des Beaux Arts de Besançon ;
- Le ruisseau du puits noir[14], reprenant le même thème que Gustave Courbet (Le Ruisseau couvert (Le Puits-Noir)) ;
- Bord de rivière, huile sur toile, 87 × 130 cm, daté : octobre 1888 au dos sur le châssis[15].
- Paysage animé d'un vendangeur et d'un maraîcher récoltant, (date ?), huile sur papier marouflé sur toile, 32,5 × 46 cm[16].

## Élèves
- Émile Isenbart (1846-1921)

## Œuvres dans les collections publiques
- Besançon, musée des beaux-arts et d'archéologie :
  - Le château de Sion
  - Coup de soleil avant l'orage
  - Rue avec arcades
- Dole, musée des beaux-arts :
  - Paysage dans les montagnes. Le Soir. Vallée du Doubs, huile sur toile[17] ;
  - Paysage dans les montagnes, huile sur toile[18].
- Ornans, musée Courbet :
  - Crépuscule dans la plaine des Rocailles (Savoie)

## Galerie

Œuvres d'Antonin Fanart
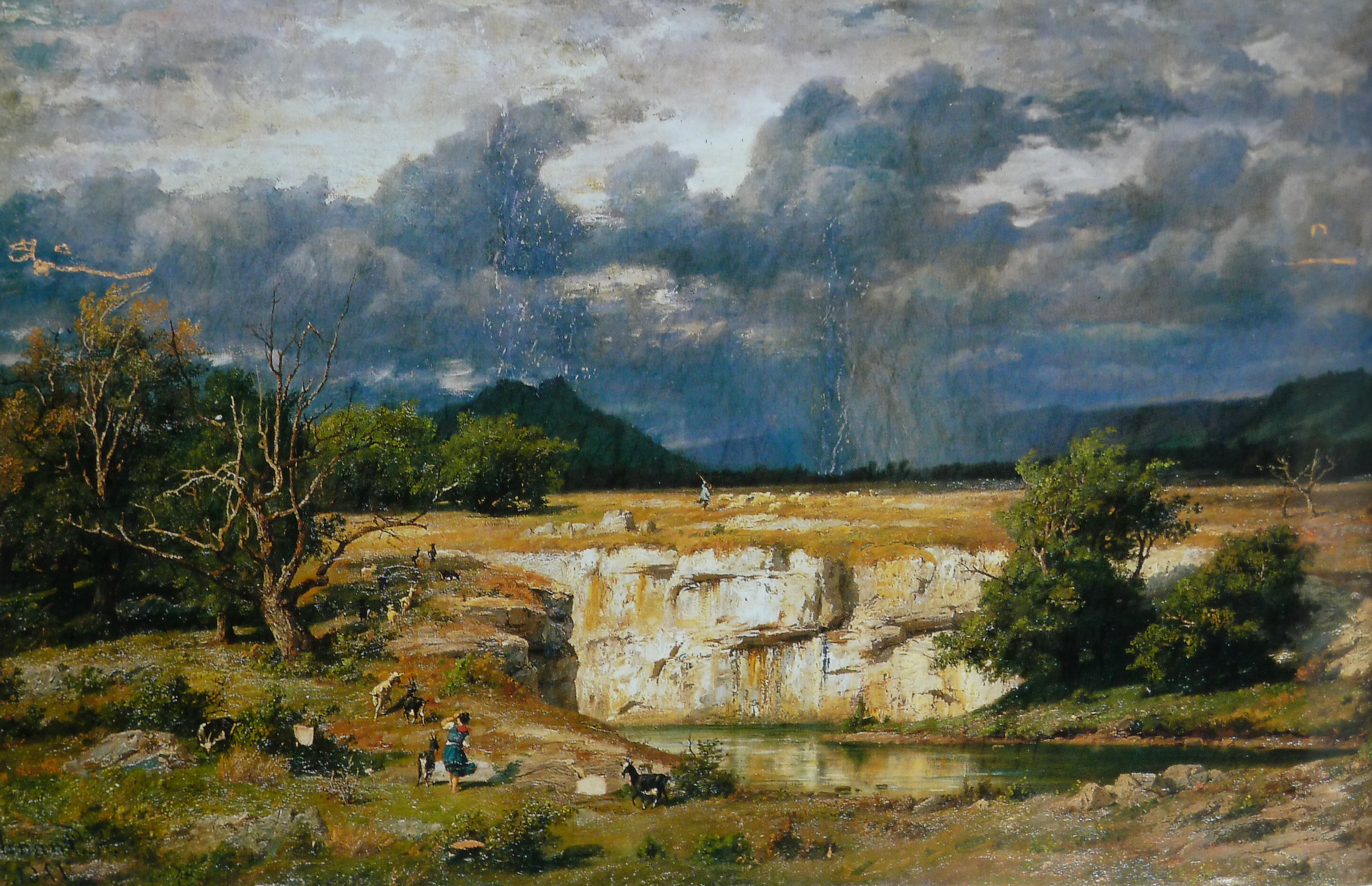
Coup de soleil avant l'orage (1861), musée des beaux-arts et d'archéologie de Besançon.
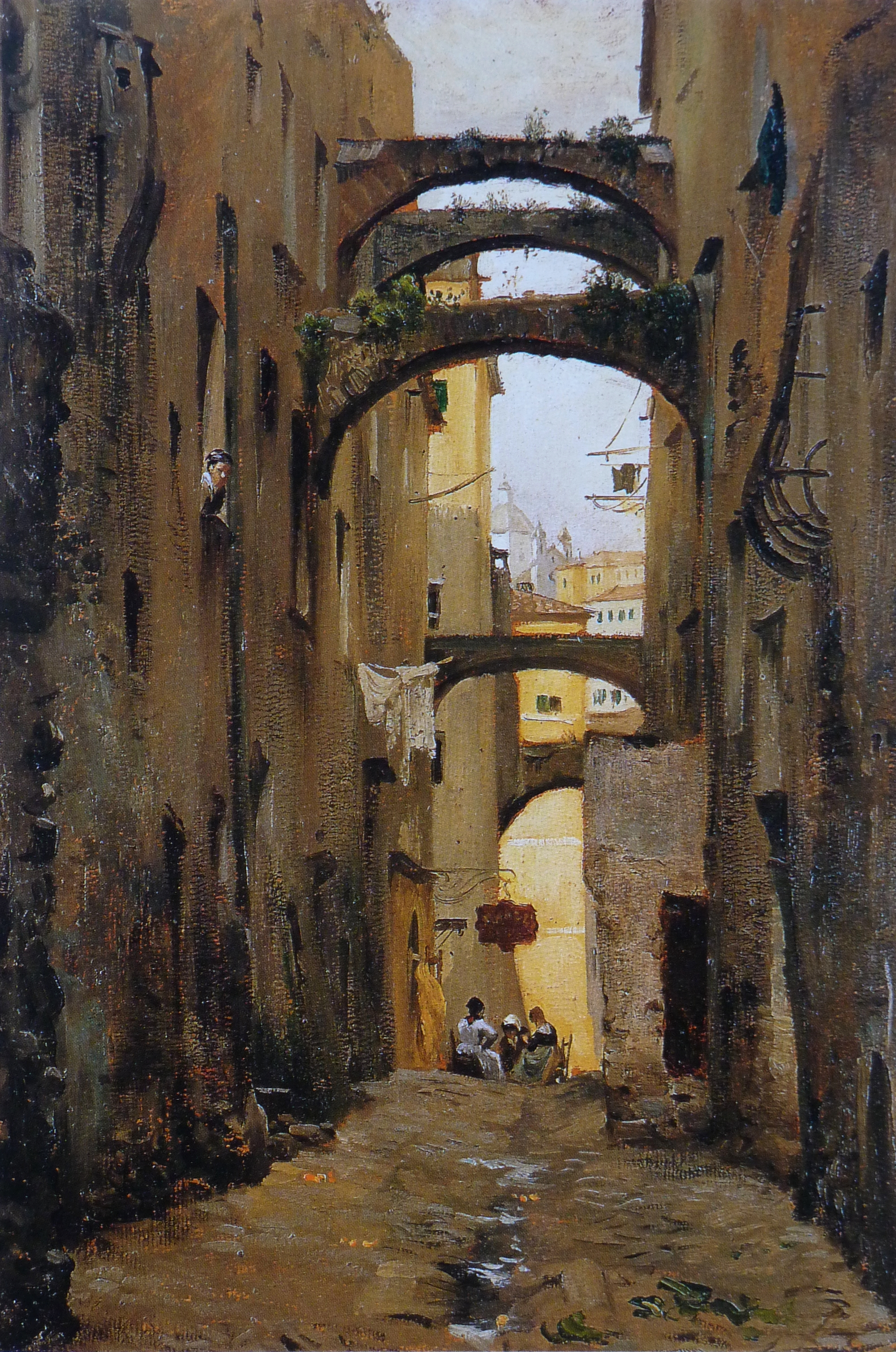
Rue avec arcades (1870), 53,6 × 37,3 cm. musée des beaux-arts et d'archéologie de Besançon.
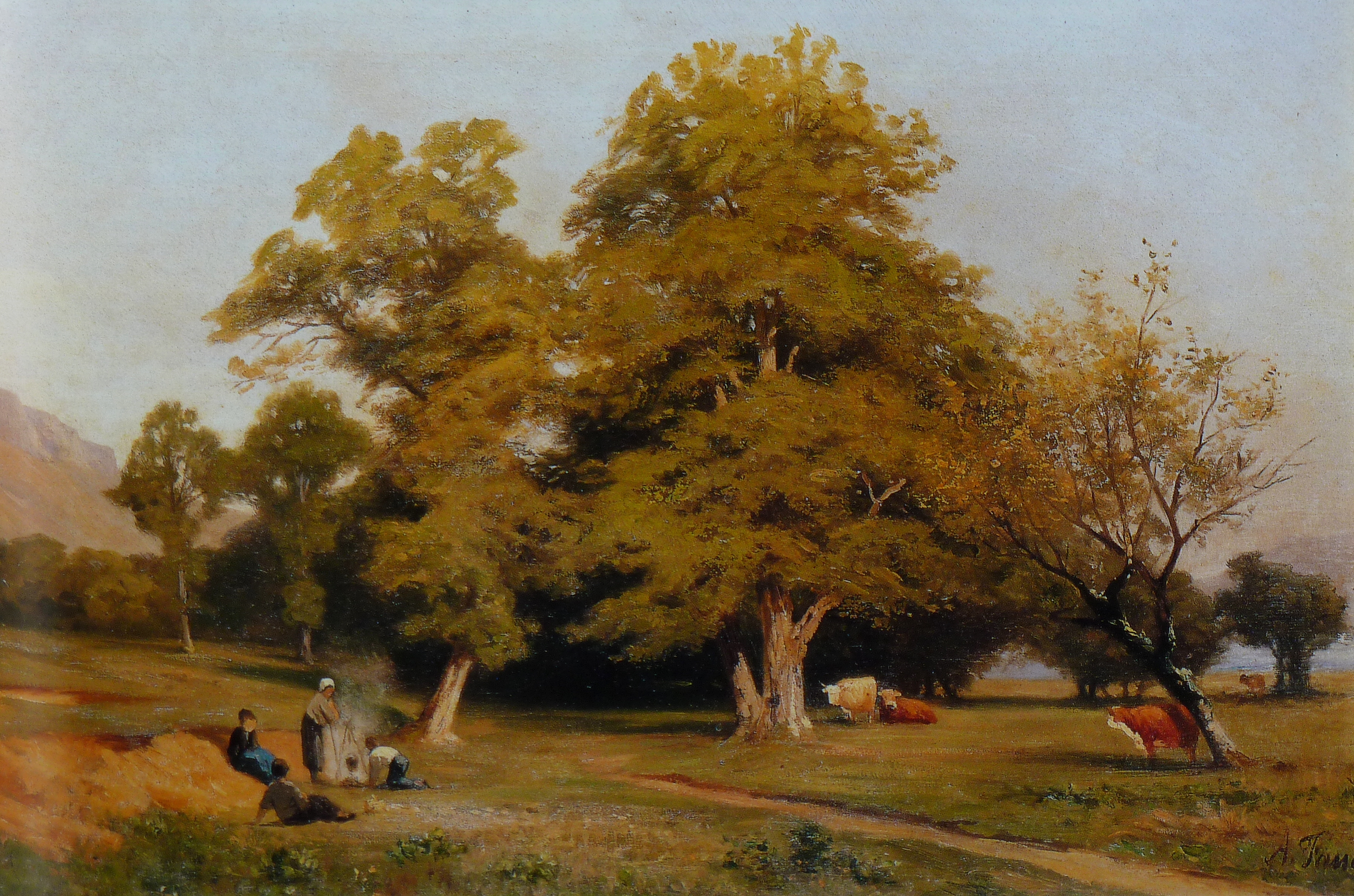
Autour de la marmite (vers 1870), musée des beaux-arts et d'archéologie de Besançon.
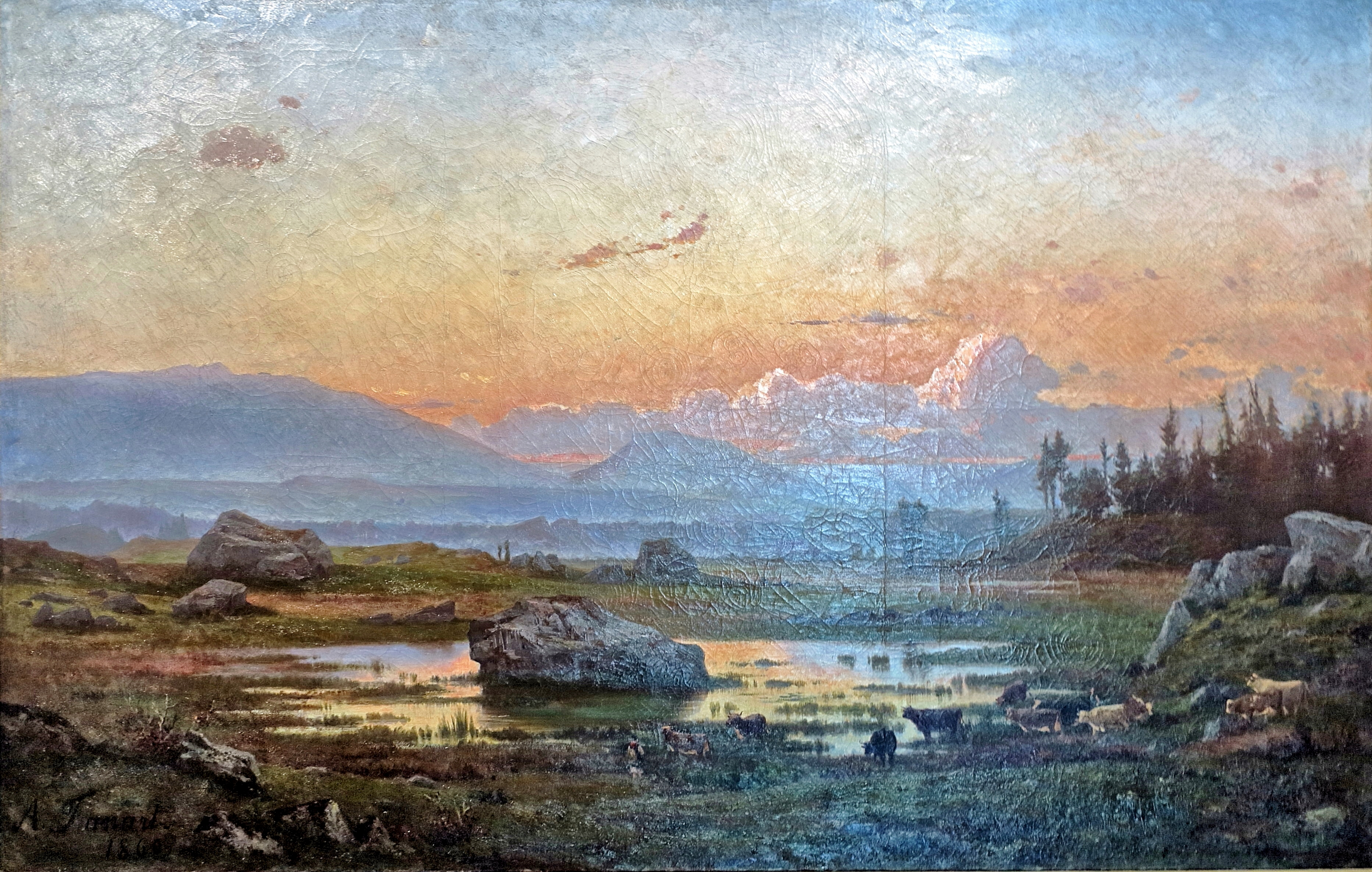
Crépuscule dans la plaine des Rocailles (1860), musée Courbet.
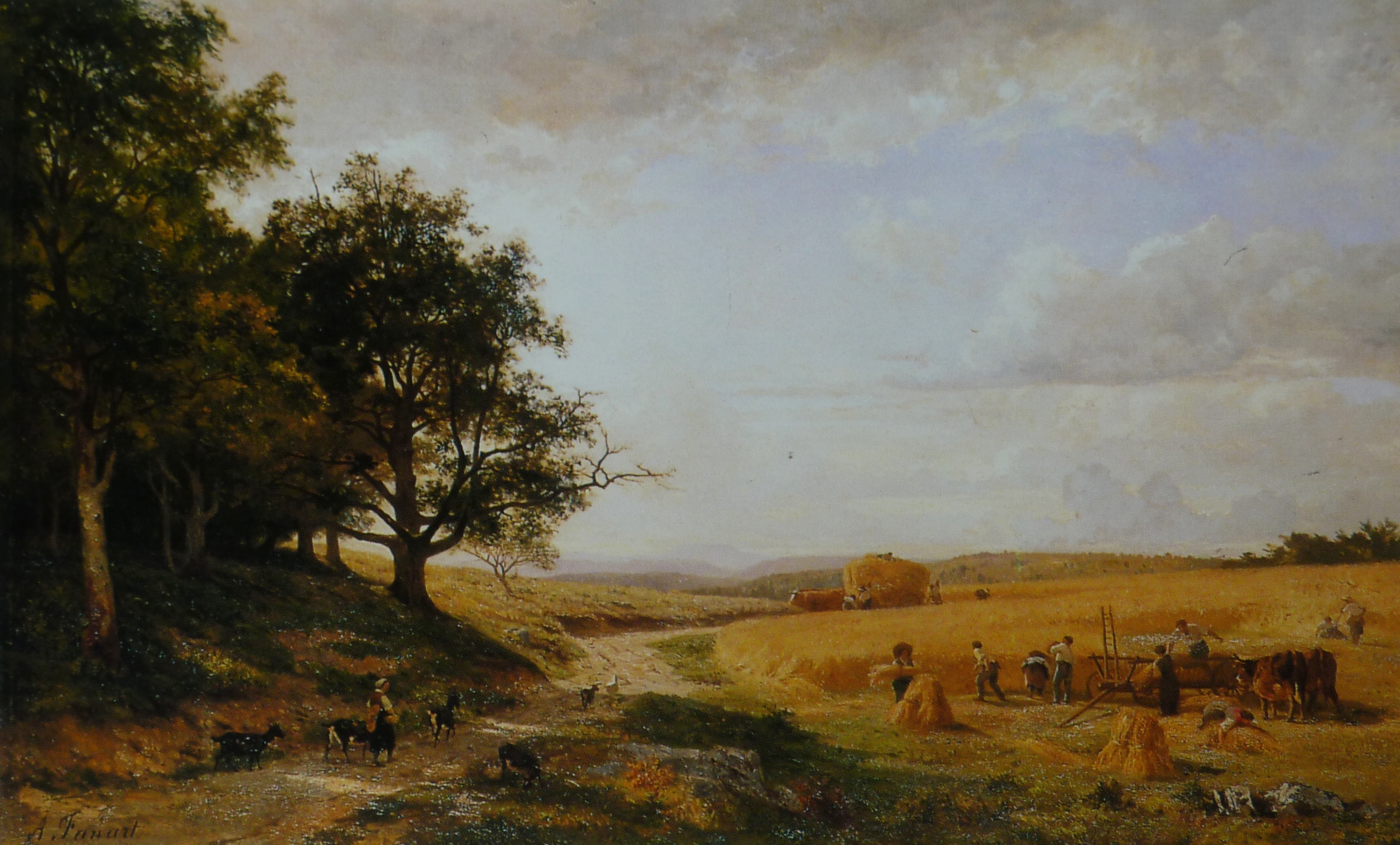
Moissons en Franche-Comté (1864), 135 × 216 cm. Collection particulière.
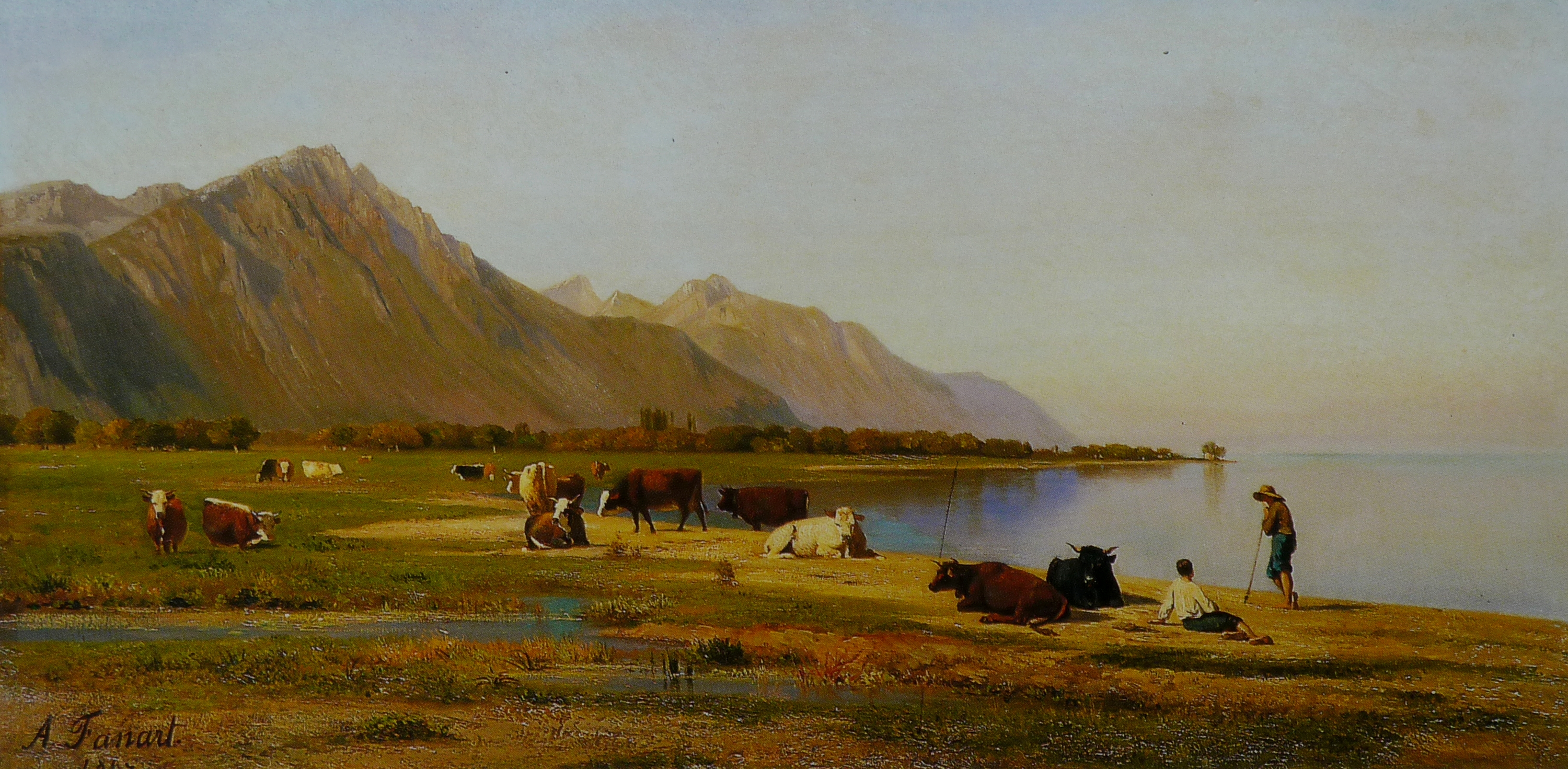
Les Pâturages de Noville (1867), collection particulière[19].
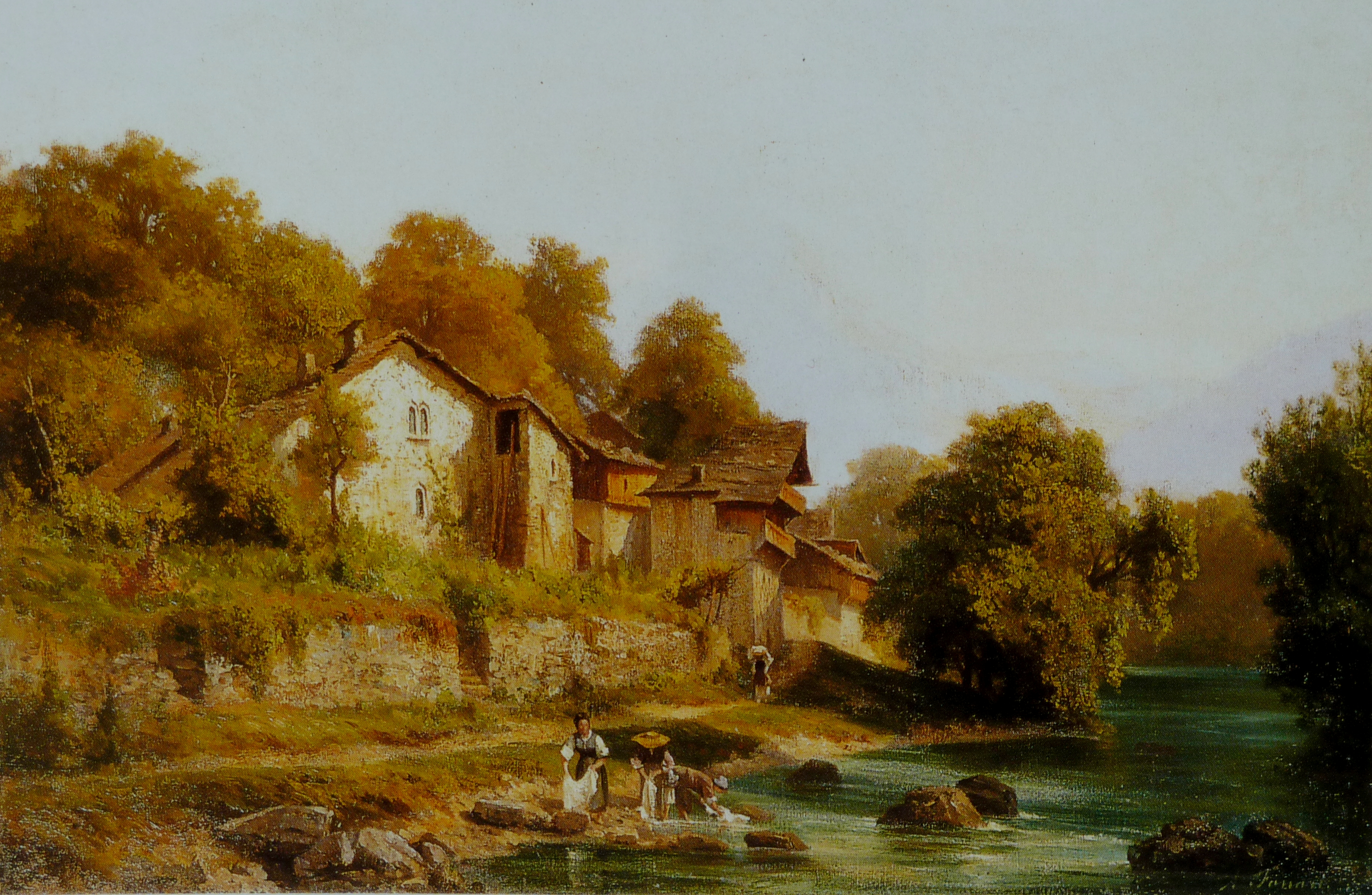
Lavandières dans les Alpes du Sud (1870), 60 × 90 cm, collection particulière[19].
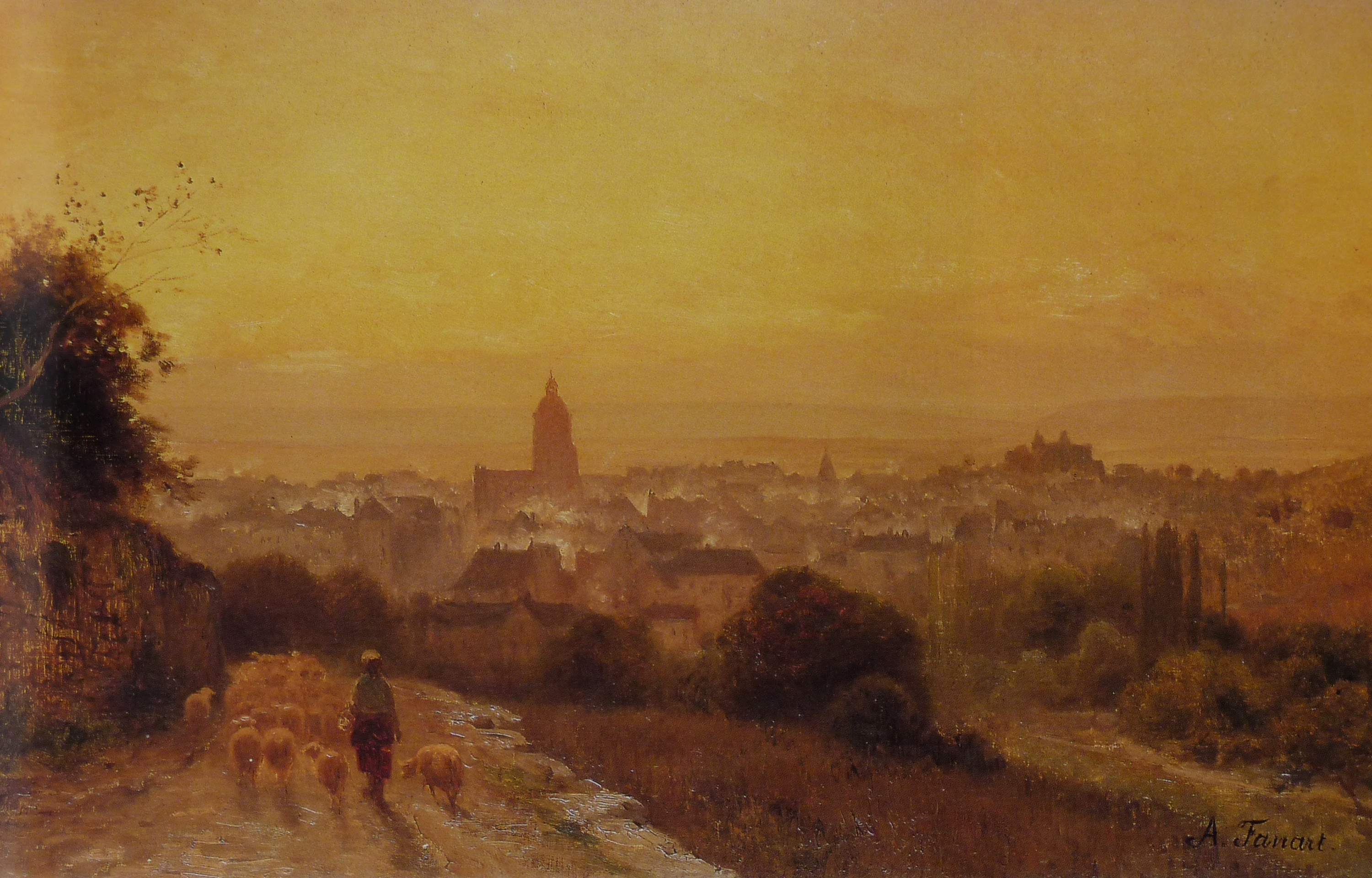
Vue de Dole (localisation supposée) (1887), collection particulière[19].Sûrement pas Dole. Plutôt Arbois.